# Cardamine gunnii
Cardamine gunnii là một loài thực vật có hoa trong họ Cải. Loài này được Hewson mô tả khoa học đầu tiên năm 1982.